# روس ديفيدسون (لاعب كرة قدم)
روس ديفيدسون (بالإنجليزية: Ross Davidson)‏ (28 أكتوبر 1993 في المملكة المتحدة - ) هو لاعب كرة قدم بريطاني في مركز الهجوم. لعب مع نادي كيلمارنوك وأردريونيانز ونادي ألبيون روفرز.

## وصلات خارجية
- روس ديفيدسون على موقع قاعدة بيانات كرة القدم.إي يو (الإنجليزية)
- روس ديفيدسون على موقع Soccerbase.com (لاعب) (الإنجليزية)
- روس ديفيدسون على موقع Soccerway.com (الإنجليزية)